# Cour de la Grâce-de-Dieu
La cour de la Grâce-de-Dieu est une voie du 10e arrondissement de Paris, en France.

## Situation et accès
La cour de la Grâce-de-Dieu est une voie privée située dans le 10e arrondissement de Paris. Elle débute au 129, rue du Faubourg-du-Temple et se termine en impasse.

## Origine du nom
Son nom lui fut donné par M. Meyer, propriétaire du terrain et directeur du théâtre de la Gaîté, en mémoire du succès de la pièce La Grâce de Dieu, un drame d'Adolphe d'Ennery et Gustave Lemoine, qui obtint le plus grand succès dans son théâtre.

## Historique
Cette voie privée, ouverte vers 1841 sous sa dénomination actuelle, est fermée à la circulation publique par arrêté municipal du 18 novembre 1993.
C'est dans un appartement de cette impasse que, en 1915, fut fondé Le Canard enchaîné[réf. nécessaire].

## Bâtiments remarquables et lieux de mémoire
- En 2008, le film Comme les autres, de Vincent Garenq, fut en partie tourné cour de la Grâce-de-Dieu.